# Leskeella williamsii
Leskeella williamsii là một loài Rêu trong họ Leskeaceae. Loài này được (Best) Grout mô tả khoa học đầu tiên năm 1929.